# 特里斯坦-达库尼亚岛
特里斯坦-达库尼亚岛（英語：Tristan da Cunha）是南大西洋的一座岛屿，行政上由英国海外领地特里斯坦-达库尼亚负责管辖，属于特里斯坦-达库尼亚群岛（主岛）的一部分，最高点玛丽皇后峰海拔2,062米，长12.2公里，面积98平方公里，2015年人口293人。